# Krister Malm
Krister Olof Malm, född 27 november 1941 i Stockholm, är en svensk musikolog inriktad på musiketnologi, och museichef.
Malm, som är son till lektor Kjell Malm och speciallärare Eva Ohlsson, blev filosofie licentiat vid Uppsala universitet 1969 och filosofie doktor vid Göteborgs universitet 1981 på en avhandling om musikkulturen i Tanzania. Han var amanuens vid institutionen för musikvetenskap i Uppsala 1962–1968, biträdande chef för Government Folklore Archives i Trinidad och Tobago 1969–1972, producent vid Rikskonserter 1973–1983 samt chef för Musikmuseet och Statens musiksamlingar 1983–2005.
Malm var frilansproducent vid Sveriges Radio och musikskribent på Upsala Nya Tidning och Röster i radio-TV 1962–1968, redaktör för Svensk Tidskrift för Musikforskning 1973–1978, styrelseledamot i Musikmuseet 1974–1981, sekreterare i fonogramutredningen 1976–1979, sekreterare i svenska kommittén av International Council for Traditional Music (ICTM) 1979–1987, ordförande från 1988, styrelseledamot i International Research Institute for Media, Communication and Cultural Development (Mediacult) i Wien från 1980 och i ICTM från 1983. Han invaldes som ledamot av Kungliga Musikaliska Akademien 1996.